# ویلدا
ویلدا (انگلیسی: Weleda) شرکت لوازم آرایشی سوئیسی است، که در سال ۱۹۲۱ تأسیس شد.